# تیم ملی هندبال اسپانیا
تیم ملی هندبال اسپانیا یک تیم هندبال است که تحت نظارت فدراسیون هندبال اسپانیا می‌باشد و نماینده اسپانیا در مسابقات بین‌المللی است. این تیم تاکنون دو بار قهرمان جهان شده‌است. بهترین عنوان اسپانیا در بازی‌های المپیک، مقام سومی است که تاکنون پنج بار به این مقام دست یافته‌است. همچنین در مسابقات قهرمانی اروپا تاکنون سه بار نایب قهرمان شده‌است.

## نتایج در مسابقات بین‌المللی
تیم ملی هندبال اسپانیا یکی از باسابقه‌ترین تیم‌های ملی هندبال در جهان است. سابقه حضور این تیم در مسابقات قهرمانی جهان به ۱۹۵۸ و در بازی‌های المپیک به ۱۹۷۲ می‌رسد. ولی تا اواسط دهه ۱۹۹۰ میلادی، این تیم نتوانست به نیمه‌نهایی هیچ یک از این دو رقابت جهانی راه یابد. نخستین مدال تیم ملی هندبال اسپانیا در بازی‌های المپیک در ۱۹۹۶ به دست آمد و پس از آن، اسپانیا به صورت نوسانی در مسابقات جهانی و المپیک به عناوینی دست یافت. از جمله دو مقام سومی در المپیک ۲۰۰۰ سیدنی و ۲۰۰۸ پکن و دو قهرمانی در مسابقات قهرمانی جهان در سال‌های ۲۰۰۵ و ۲۰۱۳ بهترین نتایج اسپانیا در این مسابقات می‌باشد.

## خلاصه نتایج
قهرمان      نایب قهرمان      مکان سوم      مکان چهارم

### بازی‌های المپیک
| بازی                       | مرحله         | رتبه       | بازی       | برد        | تساوی      | باخت       | گل زده     | گل خورده   | تفاضل      |
| -------------------------- | ------------- | ---------- | ---------- | ---------- | ---------- | ---------- | ---------- | ---------- | ---------- |
| برلین ۱۹۳۶                 | شرکت نکرد     | شرکت نکرد  | شرکت نکرد  | شرکت نکرد  | شرکت نکرد  | شرکت نکرد  | شرکت نکرد  | شرکت نکرد  | شرکت نکرد  |
| از ۱۹۴۰ تا ۱۹۶۸ برگزار نشد |               |            |            |            |            |            |            |            |            |
| مونیخ ۱۹۷۲                 | مرحله مقدماتی | ۱۵         | ۵          | ۱          | ۰          | ۴          | ۸۲         | ۸۹         | ۷–         |
| مونترال ۱۹۷۶               | انتخاب نشد    | انتخاب نشد | انتخاب نشد | انتخاب نشد | انتخاب نشد | انتخاب نشد | انتخاب نشد | انتخاب نشد | انتخاب نشد |
| مسکو ۱۹۸۰                  | مرحله حذفی    | ۵          | ۶          | ۳          | ۱          | ۲          | ۱۲۶        | ۱۲۹        | ۳–         |
| لوس‌آنجلس ۱۹۸۴              | مرحله حذفی    | ۸          | ۶          | ۲          | ۰          | ۴          | ۱۲۲        | ۱۲۴        | ۲–         |
| سئول ۱۹۸۸                  | مرحله مقدماتی | ۹          | ۶          | ۳          | ۰          | ۳          | ۱۲۲        | ۱۲۱        | ۳+         |
| بارسلونا ۱۹۹۲              | مرحله حذفی    | ۵          | ۶          | ۴          | ۰          | ۲          | ۱۳۳        | ۱۱۹        | ۱۴+        |
| آتلانتا ۱۹۹۶               | نیمه‌نهایی     | ۳          | ۷          | ۵          | ۰          | ۲          | ۱۶۱        | ۱۴۷        | ۱۴+        |
| سیدنی ۲۰۰۰                 | نیمه‌نهایی     | ۳          | ۸          | ۵          | ۰          | ۳          | ۲۲۲        | ۲۰۶        | ۱۶+        |
| آتن ۲۰۰۴                   | مرحله حذفی    | ۷          | ۸          | ۵          | ۰          | ۳          | ۲۴۲        | ۲۲۲        | ۲۰+        |
| پکن ۲۰۰۸                   | نیمه‌نهایی     | ۳          | ۸          | ۵          | ۰          | ۳          | ۲۴۶        | ۲۳۴        | ۱۲+        |
| لندن ۲۰۱۲                  | مرحله حذفی    | ۷          | ۶          | ۳          | ۰          | ۳          | ۱۶۲        | ۱۵۹        | ۳+         |
| ریو دو ژانیرو ۲۰۱۶         | انتخاب نشد    | انتخاب نشد | انتخاب نشد | انتخاب نشد | انتخاب نشد | انتخاب نشد | انتخاب نشد | انتخاب نشد | انتخاب نشد |
| مجموع                      | ۱۰/۱۲         | ۰ قهرمانی  | ۶۶         | ۳۶         | ۱          | ۲۹         | ۱٬۶۱۸      | ۱٬۵۵۰      | ۶۸+        |

منبع: 

### قهرمانی جهان
| سال             | مرحله         | رتبه      | بازی      | برد       | تساوی*    | باخت      |
| --------------- | ------------- | --------- | --------- | --------- | --------- | --------- |
| آلمان ۱۹۳۸      | شرکت نکرد     | شرکت نکرد | شرکت نکرد | شرکت نکرد | شرکت نکرد | شرکت نکرد |
| سوئد ۱۹۵۴       | شرکت نکرد     | شرکت نکرد | شرکت نکرد | شرکت نکرد | شرکت نکرد | شرکت نکرد |
| آلمان شرقی ۱۹۵۸ | مرحله مقدماتی | ۱۲        | ۳         | ۱         | ۰         | ۲         |
| آلمان غربی ۱۹۶۱ | شرکت نکرد     | شرکت نکرد | شرکت نکرد | شرکت نکرد | شرکت نکرد | شرکت نکرد |
| چکسلواکی ۱۹۶۴   | شرکت نکرد     | شرکت نکرد | شرکت نکرد | شرکت نکرد | شرکت نکرد | شرکت نکرد |
| سوئد ۱۹۶۷       | شرکت نکرد     | شرکت نکرد | شرکت نکرد | شرکت نکرد | شرکت نکرد | شرکت نکرد |
| فرانسه ۱۹۷۰     | شرکت نکرد     | شرکت نکرد | شرکت نکرد | شرکت نکرد | شرکت نکرد | شرکت نکرد |
| آلمان شرقی ۱۹۷۴ | مرحله مقدماتی | ۱۳        | ۳         | ۱         | ۰         | ۲         |
| دانمارک ۱۹۷۸    | مرحله مقدماتی | ۱۰        | ۳         | ۱         | ۰         | ۲         |
| آلمان غربی ۱۹۸۲ | مرحله دوم     | ۸         | ۶         | ۳         | ۱         | ۲         |
| سوئیس ۱۹۸۶      | مرحله دوم     | ۵         | ۶         | ۲         | ۲         | ۲         |
| چکسلواکی ۱۹۹۰   | مرحله دوم     | ۵         | ۶         | ۴         | ۰         | ۲         |
| سوئد ۱۹۹۳       | مرحله دوم     | ۵         | ۶         | ۳         | ۱         | ۲         |
| ایسلند ۱۹۹۵     | یک‌هشتم نهایی  | ۱۱        | ۶         | ۴         | ۰         | ۲         |
| ژاپن ۱۹۹۷       | یک‌چهارم نهایی | ۷         | ۷         | ۵         | ۱         | ۱         |
| مصر ۱۹۹۹        | نیمه‌نهایی     | ۴         | ۹         | ۷         | ۰         | ۲         |
| فرانسه ۲۰۰۱     | یک‌چهارم نهایی | ۵         | ۹         | ۷         | ۰         | ۲         |
| پرتغال ۲۰۰۳     | نیمه‌نهایی     | ۴         | ۹         | ۷         | ۰         | ۲         |
| تونس ۲۰۰۵       | قهرمان        |           | ۱۰        | ۸         | ۱         | ۱         |
| آلمان ۲۰۰۷      | مرحله دوم     | ۷         | ۱۰        | ۶         | ۰         | ۴         |
| کرواسی ۲۰۰۹     | مرحله مقدماتی | ۱۳        | ۹         | ۶         | ۰         | ۳         |
| سوئد ۲۰۱۱       | نیمه‌نهایی     |           | ۱۰        | ۸         | ۱         | ۱         |
| اسپانیا ۲۰۱۳    | قهرمان        |           | ۹         | ۸         | ۰         | ۱         |
| قطر ۲۰۱۵        | نیمه‌نهایی     | ۴         | ۹         | ۷         | ۰         | ۲         |
| فرانسه ۲۰۱۷     | یک‌چهارم نهایی | ۵         | ۷         | ۶         | ۰         | ۱         |
| مجموع           | ۱۹/۲۵         | ۲ عنوان   | ۱۳۷       | ۹۴        | ۷*        | ۳۶        |

*بازی‌های که به ضربات پنالتی رسیده، به عنوان تساوی در نظر گرفته می‌شود.
- منبع: [۱]